# Бецции
Бецции (лат. Bezzia) — род мокрецов из подсемейства Ceratopogoninae.

## Внешнее строение
Глаза без волосков, не соприкасаются на лбу. Максиллы с крупными зубцами. Щупики состоят из пяти сегментов. На крыльях имеется только одна радиальная ячейка. Передний край среднеспинки может быть с шипом. У самки обычно две сперматеки, если имеется третья то она рудиментарна.

## Биология
Личинки развиваются в различных водоёмах (озера и водохранилища) и водотоках (реки и ручьи), болотах, влажном мхе, рисовых чеках, фитотельматах. Комары хищники, питаются мелкими беспозвоночными, преимущественно на хирономидами.

## Классификация
В составе рода описано 323 вида из них 2 известны ископаемом состоянии. Ближайшим родом является Palpomyia.

## Генетика
В диплоидном наборе три пары хромосом.

## Распространение
Встречается во всех зоогеографических районах, наибольше разнообразие отмечено в Палеарктике.